# Flottare med färg
Flottare med färg är en svensk dramafilm från 1952 i regi av Ragnar Frisk.

## Om filmen
Filmen premiärvisades den 26 december 1952 på tre biografer i Hälsingland. Filmen publicerades som följetong i veckotidningen Såningsmannen våren 1953. Flottare med färg spelades in på en mängd olika platser, huvudsakligen vid Svensk Talfilms ateljéer i Täby samt Djursholm och Hagaparken. Flottningsscenerna togs vid Ljusnan i närheten av Söderhamn. Eftersom Gösta "Snoddas" Nordgren inte visade särskilt stora förutsättningar för rollspel tvingades Ragnar Frisk minska ner hans insatser i filmen.

## Rollista i urval
- Peter Lindgren - Ivar Persson, flottare
- Artur Rolén - Fredrik, äldre flottare
- John Botvid - Karlsson, banvakt
- Dagmar Ebbesen - mor Stina, Ivars mor
- Willy Tappert jr. - Nils, Ivars yngre bror, flottare
- Erna Groth - Kristina Niklasson
- Ulla Smidje - Inga, Karlssons dotter
- Gösta "Snoddas" Nordgren - sjungande flottare
- Topsy Håkansson - Marianne Holm
- Ragnar Lundkvist - Lasse, Ivars yngste bror, flottare
- Sigyn Sahlin - sjuksköterskan
- Evert Granholm - Anders, flottarbas
- Marion Sundh - Berta, servitris, Ivars f.d. flickvän
- Hilding Rolin - Anton, flottare
- Josua Bengtson - Niklasson, bonde, Kristinas far
- Ragnar Klange - Holm, flottningschef, Mariannes far
- Buddy Langton - flottare
- Sten Meurk - utropare på tivolivarietén
- Wiktor "Kulörten" Andersson - Niklassons dräng
- Axel Högel

## Musik i filmen
- Varma gossars flickor, kompositör Ernfrid Ahlin, text Gus Morris, sång Gösta "Snoddas" Nordgren, Hilding Rolin, Artur Rolén och Evert Granholm
- Det går en stig igenom ljungen, kompositör Ernfrid Ahlin, text Gus Morris, framförs på dragspel av Buddy Langton, sång Gösta "Snoddas" Nordgren
- Morgonstämning, kompositör Sven Rüno, instrumental.
- Disorder, kompositör Edward Carmer, instrumental.
- Highland Festival, kompositör Eric H. Thiman, instrumental.
- St. John's Eve, kompositör Ronald Hanmer, instrumental.
- Anguish, kompositör Edward Carmer, instrumental.
- The Assembly Line, kompositör Frederick G. Charrosin, instrumental.
- Confusion, kompositör Walter Collins, instrumental.
- Prunella, kompositör Leslie Bridgewater, instrumental.
- In the Heather, kompositör Eric H. Thiman, instrumental.
- Dismal Swamp, kompositör King Palmer, instrumental.
- Danger Ahead, kompositör Percival Mackey, instrumental.
- Tragic, kompositör Gilbert Vinter, instrumental.
- Gunman, kompositör Cecil Milner, instrumental.
- The Chimes of Home, kompositör Ludo Philipp, instrumental.
- Valse Joyeuse, kompositör Gibson Butler, instrumental.
- Flower Garden, kompositör Ludo Philipp, instrumental.
- Storbråten går, kompositör och text Hugo Lindh, sång Gösta "Snoddas" Nordgren
- Yankee Doodle Polka, kompositör Catherine McCarthy och Charles Pierre, instrumental.
- Hambo (Rüno), kompositör Sven Rüno, instrumental.
- Schottis (Rüno), kompositör Sven Rüno, instrumental.
- Flottarkärlek (Jag var ung en gång får längesen), kompositör och text Hugo Lindh, sång Gösta "Snoddas" Nordgren
- Storm, kompositör Norman Demuth, instrumental.
- Weaving Loom, kompositör Charles Williams, instrumental.
- Scène Macabre, kompositör Frederick G. Charrosin, instrumental.
- Waterfall, kompositör Frederick G. Charrosin, instrumental.
- Tambourin, kompositör Wal-Berg, instrumental.